# Zweites Türk-Kaganat

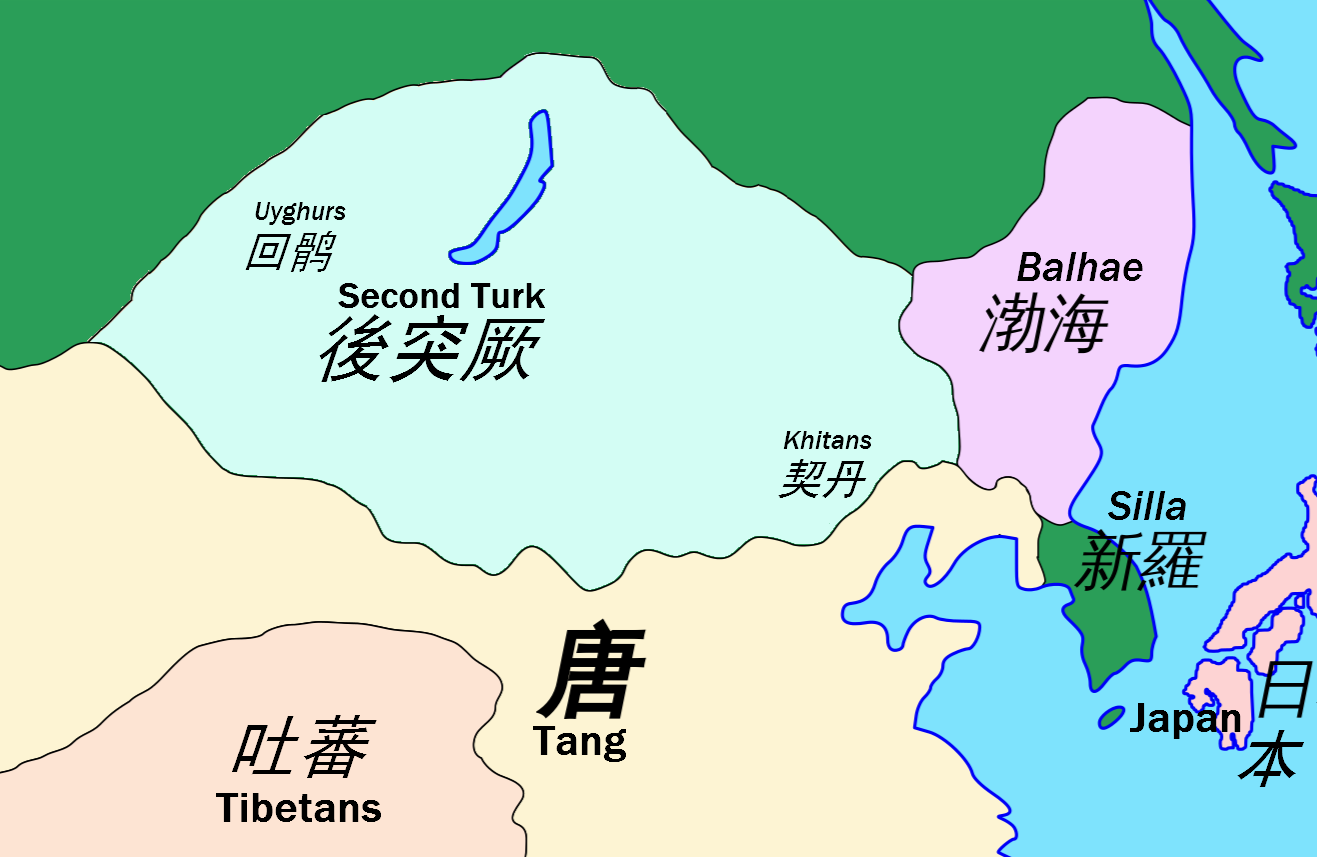
Das zweite Kaganat der Kök-Türken (Second Turk, hellblau) im 8. Jahrhundert

Das Zweite Türk-Kaganat (alttürkisch 𐱅𐰇𐰼𐰰:𐰃𐰠 Türük el, chinesisch 後突厥 Hòu Tūjué) war ein Steppenreich der Kök-Türken im östlichen Zentralasien.
Nach der Vernichtung des Ersten Türk-Kaganats durch Tang-China erstand das Kaganat 682 neu, umfasste im Wesentlichen die Gebiete des östlichen Teils des Ersten Türk-Kaganats und bestand bis 742. Nach dem Niedergang infolge des Aufstandes verschiedener Turkvölker folgte 745 auf seinem Gebiet das Kaganat der Uiguren nach.

## Vorgeschichte
Das erste Türk-Kaganat wurde vom China der Tang-Dynastie erobert – 630 der Ostteil, 659 der Westteil. Doch die Kök-Türken nahmen die Unterwerfung nicht hin und 679 kam es zur Revolte. Chinesische Quellen berichten von mehreren Aufständen türkischer Stämme – Überfälle, Plünderungen, die aber immer wieder erfolgreich niedergeschlagen werden konnten. Der Nachkomme des letzten Herrschers des ersten Ostreichs der Kök-Türken, Kutluğ (später: Elteriš), ging mit wenigen Getreuen in das nördlich Chinas gelegene Gebiet der Otüken und unterwarf die benachbarten Stämme.
Die Tang waren mittlerweile geschwächt; die Tibeter hatten 670 das Tarimbecken in ihre Gewalt gebracht und dabei den Chinesen schwere Niederlagen zugefügt; dynastische Streitigkeiten hatten begonnen.
Kutluğ wurde unter dem Ehrennamen Elteriš (oder Eltäriş Khan, der Reichssammler) vom Heerführer Tonyuquq (auch: Tonjukuk) eingesetzt. Tonyuquq war der Berater von Elteriš. Elteriš entstammte dem Adelsgeschlecht der A-shih-na, während Tonyuquq dem Clan der A-shih-te entstammte.

## Elteriš
Noch 681 musste Elteriš eine herbe Niederlage gegen die Chinesen hinnehmen, doch ab 682 unterwarf er zusammen mit 16 verbündeten Stämmen die Kök-Türken und stützte sich hierbei insbesondere auf den Stamm der Karluken. Um 687 hatte er die Herrschaft über die meisten Stämme des ehemaligen Ostreichs errungen.
Damit begründete Elteriš das zweite Türk-Kaganat, das in der türkischen Turkologie meist nur als „Karluken-Herrschaft“ (türkisch: Karluk Devleti) bezeichnet wird und das in der westlichen Geschichtsschreibung als „Reich der Ilig-Khane“ bekannt ist. Dieses neue Türkenreich kontrollierte nach zahlreichen Kriegszügen die Steppen von der Großen Mauer bis zu den Außenposten der (seit 705 nach Transoxanien vordringenden) Araber. Das Zentrum war die Gegend des Changai-Gebirges.
Bis 687 hatte Elteriš die meisten Stämme des Ostreiches unterworfen, nur der Tolu-Herrscher Hushile Khagan konnte sich mit einigen Stammesangehörigen nach China flüchten.

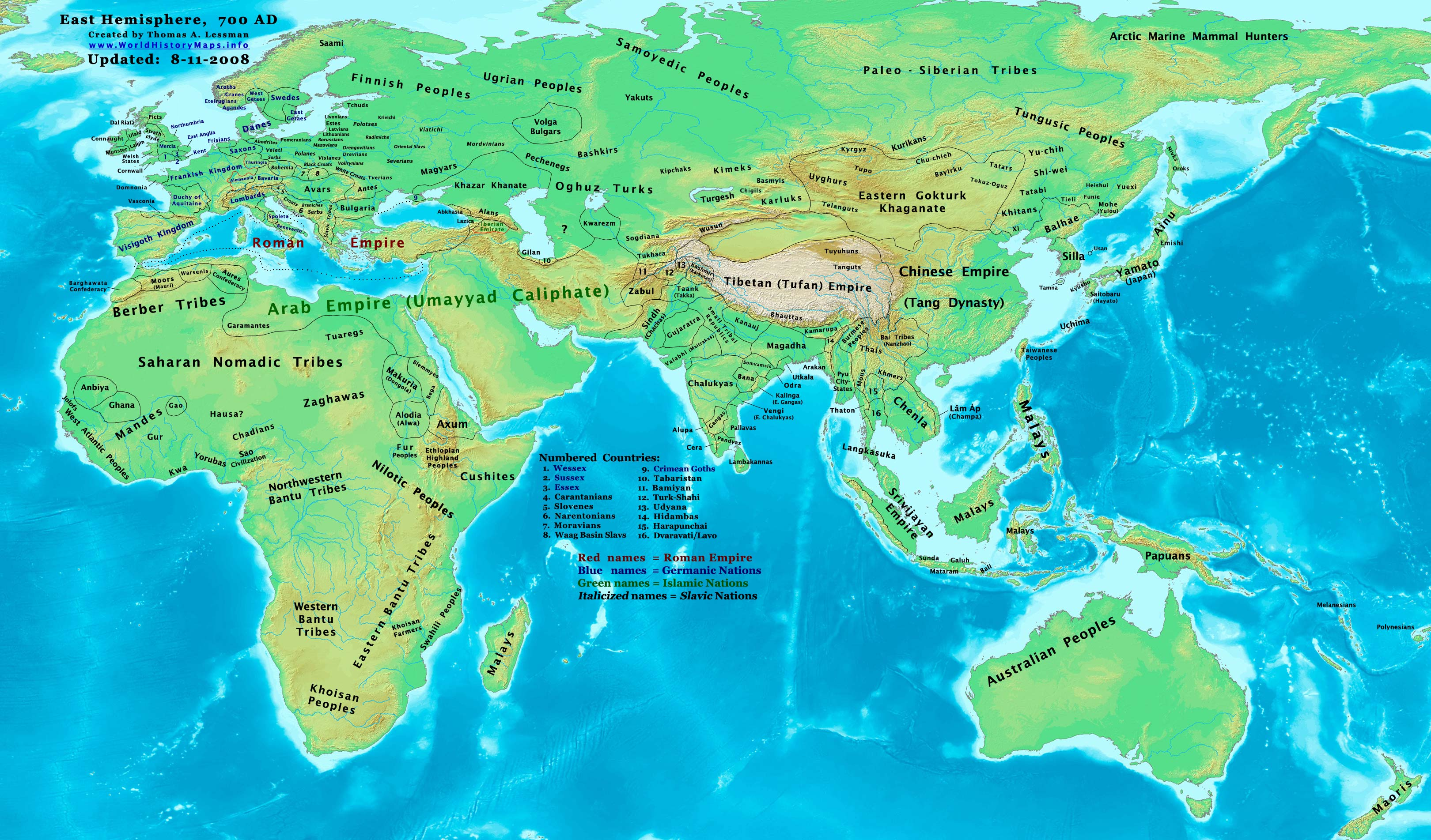
Das zweite Kaganat der Kök-Türken im Jahr 700

## Qapagan
Als Elteriš 691 verstarb, wurde sein Bruder Bökö (reg. 692–716) auf einer Kuriltai der Stämme als Qapagan (Kapagan Khan) zum Oberhaupt des Reiches ernannt. Ab 699 gelange es im Westen den Türgesch, ihre Macht auf Kosten der Kök-Türken auszubauen.
In der Folgezeit erneuerte Qapagan die Macht der Kök-Türken. Dabei stand er dem Reich nur als Vormund seines Neffen Kültigin vor, der damals sechs Jahre alt war. Ihm unterstellten sich unter anderem die Stämme der Karluken und Oghusen freiwillig. Aber auch nicht-türkische Völker wie die Kitan wurden unterworfen. Um 710 konnte er die Türgesch besiegen. Qapagan führte ein hartes Regiment über die Völker seines Reiches; so kam es erneut 711/12 zu Unruhen unter den Völkerschaften der Basmıl und Teilen der On-Ok.
Zur gleichen Zeit kam es zu Kämpfen gegen die Kirgisen und zu einem winterlicher Überfall 711/12, bei dem der angesehene Kirgisen-Herrscher Bars Beg fiel:
Aus der „Köl Tegin“-Stele; Ostseite, Zeile 20 (ca. 732):
„Es war Bars-Beg. Wir selbst hatten ihm den Titel eines Khagan gegeben. Auch hatten wir meine jüngere Schwester – die Prinzessin – zur Frau gegeben. Er aber hat uns verraten. Deshalb wurde der Khagan getötet, und sein Volk wurde zu Sklaven und Dienern.“
Im Kampf gegen die muslimischen Araber, die ab 705 Zentralasien überrannten, war er weniger erfolgreich. Kültigin wurde hier bei Buchara blutig zurückgeschlagen, ein anti-arabischer Aufstand in Sogdien scheiterte 722 (siehe Dēwāštič).
Die Türgesch entzogen sich ab 715 den Kök-Türken und unterstellten sich 717 China und ging eigene politische Wege. Ihr Anführer war Suluk (reg. 717–738), der seinerseits Kämpfe gegen die Araber führte, unterstützt von sogdischen Fürsten (siehe Ghurak). Gleichzeitig begannen die Oghusen langsam westwärts zu wandern und sich im Gebiet des ursprünglich iranischsprachigen Turkestan niederzulassen, das zum Herrschaftsbereich der On-Ok gehörte.
Auf einer Strafexpedition gegen jene Stämme, die von den Tang-Chinesen gegen ihn aufgehetzt worden waren, verlor Qapagan sein Leben: 716 wurde er in der heutigen Mongolei, nördlich des Flusses Tula, von Angehörigen des Bayirqu-Stammes ermordet.

## Bilge Khan
Mit dem plötzlichen Tode Qapagan drohten neue Wirren. Besonders tat sich da Elteriŝ’ Sohn Kültigin hervor. Fugiuy-bogiu Kuchuk-Khan ernannte sich 716 zum Herrscher der Kök-Türken. Doch wurde auf einem Friedens-Kuriltai nicht er oder Kültigin, sondern Bilge Khan, ein anderer Sohn Elteriŝ’ und älterer Bruder Kultigins, zum Kagan ausgerufen. Dieser holte Tonyuquq und Kültigin als Berater an seine Seite und stellte damit den Frieden im Reich wieder her. Doch damit begann auch der politische Aufstieg der späteren Uiguren.
Bilge Khan veränderte erfolgreich die Kriegstechnik: Die erfolgreichste Kriegstruppe stellten die berittenen Bogenschützen. Die besten Schützen durften weiße Falkenfedern an ihren Helmen tragen. Entschlossen und hoch diszipliniert griffen sie in einer Pfeilformation ihre Gegner an. Dabei trugen sie Rüstungen aus hartem Leder oder aus Metall. Bilge Khan warb darüber hinaus Söldner aus anderen Völkerschaften an, so dass in seinen Reihen sowohl Türken als auch Nichttürken wie Mongolen, Tanguten und zahlreiche Chinesen kämpften.
Bilge Khan dehnte ab 717 den Machtbereich der Kök-Türken weiter aus: Er unterwarf die Gebiete bis zum Syr-Darja im Westen, im Osten reichte sein Machtbereich bis in die chinesische Provinz Shandong und im Süden bis Tibet. Auch die Stämme der Tula-Region konnte er schließlich unterwerfen, was seinen Vorgängern Idat und Qapagan nicht gelungen war.
Das Reich der Kök-Türken umfasste nun die Gebiete vom Schwarzen Meer bis China und vom Altai bis zum Hindukusch. Es bestand nicht nur aus Steppe, sondern auch aus Wüste. Der Rang des Khagan hatte sich nun verändert: Ursprünglich nur ein untergeordneter Führertitel, der weit unter dem alten Titel des „Shanyu“ beziehungsweise des „Tanhu“ stand, war er nun für die späten Kök-Türken ein Halbgott. Sein Zelt, die Jurte, bestand aus reich bestickter roter Seide. Im Sommer zog der Herrscher Bilge Khan nun mit seinem Hofgefolge in die üppigen Weidegebiete des Nordens und im Herbst wieder nach Süden.
731 verstarb Kültigin und Tonyuquq stieg zum alleinigen Ratgeber Bilge Khans auf, wie es in den Inschriften des Tonyukuk belegt ist. 734 wurde Bilge Khan ermordet. Auf dem Totenbett erlebte er die Hinrichtung seiner Mörder und deren Anstifter mit. Es waren Angehörige des Basmıl-Stammes, der dadurch in Ungnade fiel.

## Endphase
Auf der Kuriltai setzten 734 die Anhänger Bilge Khans die Wahl seines Sohnes Yiran durch. Doch dieser verstarb noch im selben Jahr, so dass dessen minderjähriger Sohn Bilge Kutluq-Tengri zum Herrscher bestimmt wurde. Als dessen Vormünder wurden ihm zwei seiner Onkel zur Seite gestellt, in deren Händen die wahre Macht lag. Der „linke Schad“, Il-Itmysh Bilge-Khan, herrschte über den Westen, der „rechte Schad“, Ozmysh Khan, über die Gebiete des Ostens; das Göktürkenreich drohte erneut in zwei unabhängige Teilreiche zu zerfallen.
Als 740 Tang-China die Herrschaft Tengris über die Osttürken anerkannt hatte, lud dessen Mutter Pofu Il-Itmysh Bilge, den „linken Schad“ der Westtürken, zu einer Kuriltai ein. Dort kaum eingetroffen, wurde dieser von der Leibgarde der Mutter ergriffen und enthauptet. Die Westtürken unterstellten sich daraufhin Tengri, der sich nun den Namen des „Oghus Khan“ zulegte. Doch dieser Verrat der Mutter zog Folgen nach sich: Der andere Onkel, Ozmysh Khan, der „linke Schad“ der Ostgebiete, sah sich mit der Namensgebung Tengris in seiner Macht bedroht, griff 741 Tengri an und ermordete ihn.
Ozmysh Khan gedachte nun, die Nachfolge Tengris anzutreten. Unter dem Namen „Wusumishi“ nahm er den Khagan-Titel an, doch er war ein unbeliebter Herrscher. Vor allem die Stämme des Westens verabscheuten ihn, und die Basmıl galten als dessen ärgste Feinde. Ab ungefähr 742 schlossen sich die Karluken mit den Basmıl, Uiguren sowie Oghusen zusammen und griffen Ozmysh an. Dieser wurde bei den Kämpfen getötet; damit ging das zweite Göktürkenreich zu Ende.
Bomei-Tegin Khan, der Bruder des 744 ermordeten Ozmysh Khagan, versuchte zwar noch als „Bomei Khagan“ die Macht im Ostreich an sich zu reißen, doch wurde er bereits 745 von Uiguren ermordet.
Karluken, Oghusen, Uiguren und Basmıl gründeten auf dem Gebiet des Ostreiches ein neues Reich, der erste Herrscher war der chinesische Söldner Gulipeiluo. Gulipeiluo nahm den Titel „Kutluq Bilge-Kül Khagan“ an und machte die Stadt Kara Balgasun (am oberen Orchon, das alte Ordu Balyk), zum Zentrum seines Reiches. Die Uiguren überwarfen sich mit den Karluken und verdrängten sie nach Westen – das war der Beginn des Uigurischen Kaganats, das von 744 bis 840 bestand.
Die Karluken nahmen schließlich in Kuz Ordu, dem heutigen Balasagun, ihren Hauptsitz. Die Karluken schufen als erstes türkisches Volk in der Geschichte eine einheitliche Amtssprache, die bis zum persischen Choresm-Reich ausstrahlte und heute als „Karluk-Choresmisch“ oder als „Karluk-Uigurisch“ bezeichnet wird.

## Liste der Herrscher
- Kutluğ (Ku-tuo-lu), erhielt später den Ehrennamen Elteriŝ (auch Eltäriş)[1]  (682–692/94)
- Qapagan (Kapağan, oder auch Mo-ch'uo)[7] (692/94–716)
- Fugiuy-bogiu Kuchuk-Khan (716)
- Kutluk Bilge-Kül Khan ↔ Mogilian Bilge-Kül (716–734; ermordet)
- Yollyg-Tegin Izhan-Khan (734–739)
- Bilge Kutluk Tengri-Khan (739–741)
- Siuan Khan (741)
- Il-Itmysh Bilge-Khan (741–742)
- Ozmysh Khan (742–743)
- Bomei-Tegin Khan (743–745)